# Corner Bakery Cafe
A CBC Restaurant Corporation, que faz negócios como Corner Bakery Cafe, é uma cadeia americana de cafeterias especializadas em doces, pães, pratos de café da manhã, sanduíches gourmet, sopas caseiras, saladas e massas. O Corner Bakery Cafe é considerado parte do segmento de mercado fast casual do setor de serviços de alimentação, oferecendo uma qualidade de comida e atmosfera um pouco mais alta do que um restaurante de fast food típico e oferecendo serviço de mesa limitado.

## História
O Corner Bakery Cafe foi fundado pela Lettuce Entertain You Enterprises, um grupo de restaurantes sediado em Chicago. Foi vendido para a Brinker International e, em 2005, para a Il Fornaio (America) Corporation. O Roark Capital Group comprou a Il Fornaio em 2011. Em 2020, o Corner Bakery Cafe foi comprado pela Pandya Restaurant Growth Brands, LLC, uma subsidiária do Rohan Group of Companies.
Jim Vinz, o presidente e COO anterior, estava na empresa em várias funções desde 1995 e foi promovido a COO em 2005 e a presidente em 2006.
Em 23 de fevereiro de 2023, o Corner Bakery Cafe entrou com um pedido de falência de acordo com o Capítulo 11, listando ativos e passivos entre US$ 10 milhões e US$ 50 milhões. Em 5 de junho de 2023, a SSCP Management Inc., proprietária da Cicis Pizza e da Roy's, e franqueadora da Applebee's e da Sonic Drive-In, venceu um leilão de falência para adquirir a Corner Bakery Cafe por quase US$ 15 milhões.
Em 2024, a Corner Bakery Cafe informou que suas vendas médias unitárias aumentaram nos últimos meses, aumentando em cerca de US$ 200.000. A empresa também trouxe recentemente um grupo de executivos para expandir potencialmente a marca, abrindo novos locais nos próximos anos, bem como introduzindo novos programas de treinamento, reconhecimento de funcionários e programas de incentivo para manter a confiança da força de trabalho. Espera-se que o Corner Bakery Cafe remodele todos os seus restaurantes, abra de cinco a sete novos locais e teste quiosques em alguns locais na Metroplex de Dallas-Fort Worth ao longo de 2024.
A cafeteria tem 192 estabelecimentos em todo o país, com grande número na Califórnia, Texas, Pensilvânia e Illinois.